# Doktor (Star Trek)
Doktor je fiktivní postava v televizním sci-fi seriálu Star Trek: Vesmírná loď Voyager.
Doktor je označení, kterým oslovuje posádka federační hvězdné lodi USS Voyager svůj Pohotovostní zdravotnický hologram (ve zkratce „PZH“, originále „EMH“). PZH typ I, jehož je Doktor příkladem, je počítačový program s holografickým rozhraním ve formě lidského muže doktora.
Ačkoli byl tento program určen jen pro krátkodobé nouzové situace, Doktor na Voyageru byl nucen fungovat jako lodní doktor na plný úvazek. To bylo dáno ztrátou celého lékařského týmu lodi během přenesení lodi do delta kvadrantu bytostí zvanou Ochránce bez možnosti se v blízké době vrátit do kvadrantu alfa.
Doktor v průběhu seriálu získá také možnost být přepnut do vojenského módu, potom má označení Pohotovostní velící hologram (ve zkratce „PVH“). V tomto módu má rozsáhlou databázi vojenských akcí a kapitánské velící kódy k lodi.